# Fair Haven (Vermont)
Fair Haven es un pueblo ubicado en el condado de Rutland en el estado estadounidense de Vermont. En el año 2010 tenía una población de 2,734 habitantes y una densidad poblacional de 58 personas por km².

## Geografía
Fair Haven se encuentra ubicado en las coordenadas 43°37′08″N 73°16′03″O / 43.61889, -73.26750.

## Demografía
Según la Oficina del Censo en 2000 los ingresos medios por hogar en la localidad eran de $34,313 y los ingresos medios por familia eran $36,587. Los hombres tenían unos ingresos medios de $29,760 frente a los $21,406 para las mujeres. La renta per cápita para la localidad era de $17,912. Alrededor del 15.4% de la población estaban por debajo del umbral de pobreza.